# 大若拉斯山
大若拉斯山（法語：Grandes Jorasses，法語發音：[ɡʁɑ̃d ʒɔʁas]）是法国和意大利交界处格拉耶山中的一座山峰，海拔4208米。大若拉斯山的北坡非常险峻，与马特洪峰、艾格峰并称为欧洲三大北壁。为著名的攀岩胜地。